# 영일 화친 조약
영일 화친 조약(日英和親条約, Anglo-Japanese Friendship Treaty)은 막말인 1854년(가에이(嘉永) 7년) 10월 14일에 일본과 영국이 체결한 최초의 조약이다. 영일약정(日英約定)이라고도 한다.

## 개요
아편 전쟁으로 영국은 중국에서 막대한 이익을 얻었고, 일본에 대한 관심도 높아지게 되었다. 그러면서도 미국이 매튜 C. 페리(Matthew Calbraith Perry) 해군 제독을 일본에 파견하여 수교 조약을 체결하는 노력을 하는 것에는 무관심하였다.
하지만 유럽에서 크림 전쟁이 일어나고 영국의 적국이 된 러시아의 프티아틴(Evfimi Putiatin) 해군 중장이 수교 조약의 교섭을 위해 나가사키에 입항하자 동인도·중국함대사령관 제임스 스털링(James Stirling) 해군 제독을 급히 일본에 파견하였다. 스털링은 프랑스와 연합함대를 구성하여 극동의 캄차카반도 페트로파블로프스크를 공격하다가 실패한 뒤 명령을 받고 일본을 향했다. 1854년 9월 7일 스털링이 나가사키에 입항했을 때에는 프티아틴은 떠난 뒤였기에 스털링은 막부에 대해 현재 유럽이 크림 전쟁에 휘말려있으며, 러시아는 사할린과 쿠릴 열도에 대한 영토적 야심이 있음을 경고한 뒤, 일본에게 국외중립을 요구했다.
당시 나가사키 봉행은 페리 제독과의 외교교섭을 담당하도록 지시받은 미즈노 다다노리(水野忠徳)였는데 미즈노는 이 기회에 영국과 화친조약을 체결하고자 원했다. 일본은 아편 전쟁으로 인해 영국에 대한 위기감이 있었는데 이의 극복을 위해서는 영국과 친선조약을 체결하는 것이 최우선 수단이라고 여긴 것이다. 스털링은 영국 정부로부터 이에 대한 권한을 위임받지 않았지만 거절할 이유가 없었기에 이에 응했다. 막부는 오메쓰케 나가이 나오유키(永井尚志)를 파견하여 교섭을 돕도록 하였으며, 10월 14일 영일 화친 조약이 조인되었다.
영국 정부는 러시아와의 전쟁 상태에서 일본에서 보급을 얻을 수 있게 된 것은 큰 이득이라고 여겨 사후에 이를 추인하였다. 하지만 영국이 동아시아에 파견한 최고위 외교관이었던 볼링(John Bowring)은 이를 인정하지 않는 태도를 보였다. 볼링은 이후 통상조약의 체결이라도 자신의 손으로 하길 원했지만 좀처럼 기회를 얻지 못한 채, 결국 엘긴(Earl of Elgin, James Bruce)에 의해 영일수호통상조약이 체결되고 만다.
영일 화친 조약을 계기로 일본은 시모다와 하코다테를 영국에 개항했으며 땔감과 물의 공급을 받을 수 있게 되었다. 또한 범죄를 일으킨 선원의 인도나 편무적 최혜국 대우 등의 규칙도 인정되어 불평등조약의 성격을 가지게 되었다.

## 같이 보기
- 불평등 조약
- 미일 화친 조약
- 러일 화친 조약
- 난일 화친 조약
- 영일수호통상조약

## 참고 문헌
- Great Britain and the Opening of Japan, 1834-1858 by W.G. Beasley (Japan Library paperback, 1995, first published by Luzac & Co., 1951) ISBN 1873410433
- James Stirling: admiral and founding governor of Western Australia by Pamela Statham-Drew (University of Washington Press (June 2003)) ISBN 978-1876268947
- 최승표, 「메이지 이야기 1」, 북갤러리, 2015년 9월 10일, p.71 ~ 79